# Jiboa - Il sentiero dei diamanti
Jiboa - Il sentiero dei diamanti è un film di avventura del 1989 diretto da Mario Bianchi.